# コンマアバブ
コンマアバブ（英語: comma above）は、ダイアクリティカルマーク（発音区別符号）の一種で、ラテン文字の上側に付されるコンマをいう。上付きコンマ、上コンマとも呼ばれる（「コンマ」を「カンマ」とすることもある）。

## よく似た記号
アポストロフィ(U+0027)や、アキュート・アクセント(U+00B4)、グレイヴ・アクセント(U+0060)、シングルクオート(U+2018, U+2019, U+201B)、プライム記号(U+2032)などはいずれも別の記号である。

## 各言語における用法

### ラテン・アルファベット
ラトビア語
Ģ の小文字 ģ の上にコンマがついている。ただし Unicode ではセディーユとして扱う。また、ISO/IEC 6937 ではアキュート・アクセントとして扱う。
ハワイ語
声門閉鎖音 /ʔ/ を表すオキナは、ʻokina, Hawaiʻi のように180度回転したコンマ(U+02BB)が独立した文字として書かれる。
グリーンランド語
旧正書法で、ĸ (kra) の大文字として Κʻ のように180度回転したコンマ(U+02BB)を書いていた。現在の正書法では Q と書くが、旧正書法はカナダのヌナツィアブトで今も使われている。

### ギリシャ・アルファベット
古典ギリシャ語の気息記号として用いられる(ἀ, ἁ, Ἀ, Ἁ など)。大文字の場合は文字の真上ではなく左斜め上に描かれることが多いが、同じ記号である。現代のギリシャ語では使用しない。

## 音声記号
国際音声記号で、放出音を表すのに /pʼ/ のようにアポストロフィに似た文字を使う。そのほか、古くは帯気音を表すのに /pʽ/ のように左右逆のアポストロフィを使うことを認めていたが、現在は /pʰ/ のように書く。
実際にはアポストロフィに似た記号は分野によってさまざまな用途に用いられる。声門閉鎖音を表す記号 ʔ が印刷上の都合で使えないときに代用として使うことが多い。
カールグレンは、帯気音を表すのに pʼ のようにアポストロフィに似た文字を使っている。
沖縄方言の研究書では、声門閉鎖音 /ʔ/ が存在しないことを表すのに、アポストロフィのような記号を使うことが多い。他分野での使われ方と逆なので注意が必要になる。
スラブ語学では口蓋化した子音は後ろにアポストロフィのような記号をつける。

## その他の用法
アラビア文字の翻字で、ハムザ(/ʔ/)とアイン(/ʕ/)を上つきのコンマに似た記号で表すことが多いが、この記号が Unicode のどの文字に相当するかははっきりしない。回転コンマ(ʻ、U+02BB)、上つきのコンマ(ʼ、U+02BC)、上つきの半円(ʾ, ʿ、U+02BE, U+02BF)など。

## 符号位置
| 記号 | Unicode | JIS X 0213 | 文字参照       | 名称                           | 備考                                                                               |
| ---- | ------- | ---------- | -------------- | ------------------------------ | ---------------------------------------------------------------------------------- |
| ʻ    | U+02BB  | -          | &#x2BB; &#699; | MODIFIER LETTER TURNED COMMA   | ハワイ語                                                                           |
| ʼ    | U+02BC  | -          | &#x2BC; &#700; | MODIFIER LETTER APOSTROPHE     |                                                                                    |
| ʽ    | U+02BD  | -          | &#x2BD; &#701; | MODIFIER LETTER REVERSED COMMA |                                                                                    |
| ̒     | U+0312  | -          | &#x312; &#786; | COMBINING TURNED COMMA ABOVE   | ラトビア語                                                                         |
| ̓     | U+0313  | -          | &#x313; &#787; | COMBINING COMMA ABOVE          | ギリシア語の気息記号、アメリカの音声記号で放出音または声門化を表すために用いられる |
| ̔     | U+0314  | -          | &#x314; &#788; | COMBINING REVERSED COMMA ABOVE | ギリシア語の気息記号に用いられる                                                   |
| ̕     | U+0315  | -          | &#x315; &#789; | COMBINING COMMA ABOVE RIGHT    |                                                                                    |